# (6758) Jesseowens
(6758) Jesseowens ist ein Asteroid des mittleren Hauptgürtels, der am 13. April 1980 vom tschechischen Astronomen Antonín Mrkos am Kleť-Observatorium (IAU-Code 046) in Südböhmen auf dem Kleť in der Nähe der Stadt Český Krumlov entdeckt wurde.
Der Asteroid gehört zur Adeona-Familie, einer Gruppe von Asteroiden, die nach (145) Adeona benannt ist.
Der Himmelskörper wurde am 28. August 1996 nach dem US-amerikanischen Leichtathleten Jesse Owens (1913–1980) benannt, der während seiner aktiven Sportlerlaufbahn mehrere Weltrekorde aufstellte und bei den Olympischen Spielen 1936 in Deutschland vier Goldmedaillen (Erstplatzierung bei drei Sprintdisziplinen und beim Weitsprung) errang.